# 石山幸夫
石山幸夫（いしやま ゆきお、1964年 - ）は、日本の建築家。
山梨県生まれ。1988年、日本大学芸術学部を卒業後、仙田満＋環境デザイン研究所に勤務。遊具のデザインや施設の展示計画さらに営団地下鉄南北線インテリアなどを担当。その後イタリアに留学し、2000年に国立ミラノ工科大学建築学部を卒業、イタリア共和国承認建築家国家資格を取得。2001年、ミラノに石山幸夫建築設計事務所を開設する。ミラノで日本人経営のレストラン等の店舗を主に手がけている。